# Kaplica Iwerska
Kaplica Iwerska – prawosławna kaplica w Moskwie, w strukturach dekanatu Iwerskiej Ikony Matki Bożej eparchii moskiewskiej miejskiej w której do 1922 przechowywana była Moskiewska Iwerska Ikona Matki Bożej (jeden z wariantów Iwerskiej Ikony Matki Bożej uznany za cudotwórczy).

## Historia
W 1648 car rosyjski Aleksy I Romanow, z błogosławieństwem archimandryty Monasteru Nowospasskiego, późniejszego patriarchy moskiewskiego Nikona poprosił mnichów z Athosu o wykonanie dla niego dokładnej kopii cudownej Iwerskiej Ikony Matki Bożej. W tym samym roku powstały wizerunek dotarł do Moskwy. W (według innych danych – w 1669) 1791 znalazł się w specjalnie wzniesionej kaplicy przy wjeździe na plac Czerwony przez Bramę Zmartwychwstania. Dostęp do ikony był powszechny, świątyni, w której się znajdowała, nie zamykano nawet w godzinach nocnych. Cieszyła się szczególnym kultem wśród mieszkańców Moskwy, którzy nazywali Matkę Bożą „Dobrą Odźwierną”. Na jej podstawie wykonano również szereg kolejnych kopii Iwerskiej Ikony Matki Bożej dla cerkwi, klasztorów oraz kaplic domowych. Przed ikoną miało mieć miejsce wiele uzdrowień. 
28 kwietnia 1918 Kaplica Iwerska została napadnięta przez złodziei, którzy ukradli z niej część cennych wotów pozostawionych przez wiernych. Pozostałe cenne przedmioty stanowiące wyposażenie kaplicy zostały z niej wyniesione w czasie konfiskaty majątku ruchomego Rosyjskiego Kościoła Prawosławnego. Z kaplicy wyniesiono również wszystkie przechowywane w niej ikony, których dalszy los jest nieznany, a miejsce to zamknięto dla kultu religijnego. Pustą kaplicę w 1929 zburzono, uzasadniając ten krok generalną reorganizacją wyglądu Placu Czerwonego. 

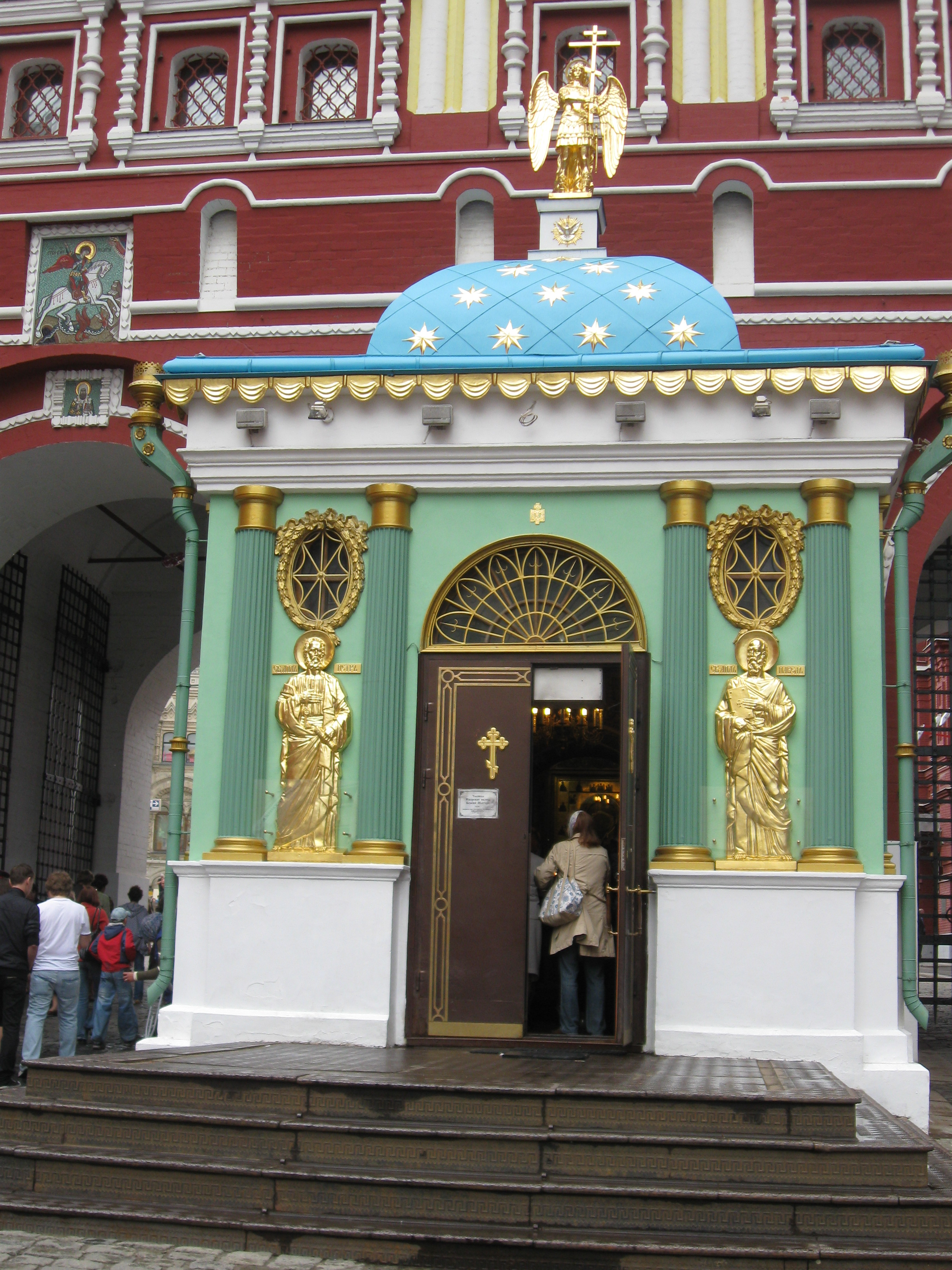
Kaplica odbudowana w latach 1994–1995

W 1993 władze Moskwy podjęły decyzję o odbudowie obiektu. We wrześniu 1994 patriarcha moskiewski Aleksy II zwrócił się do mnichów z klasztoru Iwiron na górze Athos o wykonanie kolejnej kopii Iwerskiej Ikony Matki Bożej, by przywrócić w Moskwie jej kult. Gotowy wizerunek dotarł do Rosji rok później i został umieszczony w odbudowanej kaplicy.